# Habiba Ahmed
Habiba Ahmed är en egyptisk taekwondoutövare. 

## Karriär
I juli 2022 tog Ahmed brons i 46 kg-klassen vid afrikanska mästerskapen i Kigali. I juni 2023 tävlade Ahmed i 46 kg-klassen vid VM i Baku, där hon blev utslagen i 32-delsfinalen av mexikanska Brenda Costa Rica.